# True (musikalbum av Avicii)
True är ett musikalbum av den svenske discjockeyn Avicii som lanserades i september 2013. Det var hans första studioalbum. Albumet innehåller ett flertal artistsamarbeten med vitt skilda musiker som bland andra Aloe Blacc, Nile Rodgers, Mac Davis och Dan Reynolds. Albumet består i grunden av EDM, men hämtar inspiration och musikaliska element från country, bluegrass, Jazz, Disco och folkmusik. Den inledande låten "Wake Me Up" blev en internationell hitsingel, och flera andra låtar som "You Make Me" och "Hey Brother" blev också framgångsrika singlar.
Ett remixalbum vid namn True: Avicii by Avicii släpptes den 24 mars 2014.

## Låtlista
1. "Wake Me Up" (Tim Bergling, Ash Pournouri, Aloe Blacc, Mike Einziger) – 4:07
2. "You Make Me" (Bergling, Pournouri, Salem Al Fakir, Vincent Pontare) – 3:53
3. "Hey Brother" ( Bergling, Pournouri, Al Fakir, Pontare, Dan Tyminski) – 4:15
4. "Addicted to You" (Bergling, Pournouri, Mac Davis, Josh Krajcik, Audra Mae) – 2:28
5. "Dear Boy" (Bergling, Pournouri, Jonas Knutsson, Karen Marie Ørsted) – 7:59
6. "Liar Liar" (Bergling, Pournouri, Bruce, Driscoll, Erica Driscoll, Aloe Blacc, Einziger, Peter Dyer) – 3:59
7. "Shame on Me" (Bergling, Pournouri, Sterling Fox, Peter Dyer, Mae) – 4:13
8. "Lay Me Down" (Bergling, Pournouri, Nile Rodgers, Adam Lambert) – 5:00
9. "Hope There's Someone" (Anohni, Linnea Henriksson,[5] Anohni) – 6:21
10. "Heart Upon My Sleeve" (Bergling, Pournouri) – 4:43
11. "Canyons" (Bergling, Pournouri) – 7:29
12. "All You Need Is Love" (Bergling, Pournouri, Ruth Anne) – 6:21

## Listplaceringar
- Billboard 200, USA: #5[6]
- UK Albums Chart, Storbritannien: #2[7]
- Danmark: #1[8]
- Finland: #6[9]
- VG-lista, Norge: #1
- Sverigetopplistan, Sverige: #1[10]